# Kebandaran
Kebandaran is een bestuurslaag in het regentschap Pemalang van de provincie Midden-Java, Indonesië. Kebandaran telt 1576 inwoners (volkstelling 2010).